# Сандю, Эмануэль
Эмануэ́ль Сандю́ (англ. Emanuel Sandhu; род. 	18 ноября 1980, Торонто) — канадский фигурист, выступавший в одиночном катании. Трёхкратный чемпион Канады (2001, 2003, 2004), серебряный призёр чемпионата четырёх континентов (2004), победитель финала Гран-при (2004) и участник Олимпийских игр (2006).

## Детство и юность
Сандю родился и вырос в Торонто (Канада). Его мать Энза родом из Италии, а отец — индиец. В трёхлетнем возрасте Сандю начал заниматься балетом, в возрасте восьми лет увлёкся фигурным катанием. Несмотря на спортивную подготовку, Сандю продолжал танцевать до окончания средней школы. Он является выпускником Национальной балетной школы Канады, расположенной в Торонто. Спустя год после того, как Сандю занялся фигурным катанием, его талант заметила тренер Джоан Маклеод, которая с тех пор и до окончания спортивной карьеры тренировала этого фигуриста. Позднее Сандю переехал в Бернаби, чтобы продолжить обучение в центре повышения квалификации с Джоан Маклеод, оказывавшей ему всяческую поддержку. Балетная подготовка Сандю и необычные индо-итальянские корни помогли ему обрести в фигурном катании собственное лицо и неповторимый стиль. 
Музыкальный слух и хорошие вокальные данные явились основой для строительства, в дальнейшем, его сольной карьеры.

## Спортивная карьера
Первым серьёзным успехом Сандю стало второе место на чемпионате Канады в сезоне 1997—1998. Это позволило ему отобраться в сборную команду на Олимпийские игры 1998 года, однако, Олимпийский комитет Канады отказался отправлять этого спортсмена (вместо него поехали Элвис Стойко и бронзовый медалист национального чемпионата, более опытный Джеффри Лэнгдон). Позднее, отобравшись на Олимпийские игры — 2002, спортсмен был вынужден сняться с соревнований перед короткой программой из-за травмы. Он также отказался от участия в чемпионате мира этого года.
Сандю был чемпионом Канады в 2001, 2003 и 2004 годах, выиграл финал Гран-при в 2004 году. Этот сезон стал для него наиболее удачным: в финале Гран-при спортсмен одержал победу над Евгением Плющенко, а также стал серебряным призёром чемпионата четырёх континентов. В сезоне 2004—2005 Эмануэль выиграл канадский этап Гран-при «Skate Canada», стал бронзовым призёром французского этапа «Trophee Eric Bompard», в итоге заняв 4 место в финале. В следующем сезоне 2005-2006, Сандю сумел улучшить свои результаты: он выиграл оба этапа серии Гран-при «Skate Canada» и «Cup of China», однако в финале был только пятым. После неудачи на Олимпийских играх  2006  Сандю довольно успешно выступил на чемпионате мира в Калгари — блестящий прокат короткой программы принёс ему лучший результат в его спортивной карьере (78.41) и попадание в пятёрку сильнейших фигуристов. Несмотря на различные победы, Сандю имел репутацию нестабильного спортсмена, зачастую не выдерживавшего нервного напряжения и потому срывавшего элементы программ.
После длительного перерыва в январе 2013 года Эмануэль вернулся в спорт и принял участие в Чемпионате Канады, заняв в итоге 11 место..
Сандю стал первым фигуристом, исполнившим каскад из трех тройных тулупов .

## После спорта
По окончании своей спортивной карьеры Сандю участвовал в различных ледовых шоу. В 2007 году состоялся премьерный дебют его сингла «Burn Up The Floor», написанного Эмануэлем в соавторстве с Давором Вулама и Кенией Нельсон, с которым он выступал в Канаде, США, Германии, Швейцарии и Италии. 19 декабря 2007 года Эмануэль Сандю исполнил свою песню на Красной площади в Москве на «Ледовом Шоу Двух Столиц».

В 2008 году Сандю участвовал в танцевальном реалити-шоу «So You Think You Can Dance Canada», но не прошёл в финал, а в 2009 году ему удалось пройти в финал и занять 3 место в мужском первенстве.
Сандю активно участвует в культурной , общественной жизни и благотворительных мероприятиях, направленных на ликвидацию безграмотности среди населения Британской Колумбии

.
Он имеет награду «За заслуги перед Индо-Канадской Торговой палатой» (1998).
В 2008 году газета «The Vancouver Sun» включила Сандю в число 100 самых красивых жителей Британской Колумбии, имеющих южноазиатское происхождение . В 2010 году Эмануэль был удостоен награды индийского журнала «Anokhi’s Sexy and Successful» за стиль, красоту и талант в номинации «Олимпийская Честь».
Эмануэль за свою жизнь добился многих успехов в области фигурного катания и танецевальной подготовки (балет, джаз, хип-хоп, современный танец и т.д.). В 2013 году он был включен в состав тренеров Sunset Skating Club, чтобы передавать своё мастерство юным спортсменам.
Сандю свободно владеет английским, французским и итальянским языками  .

## Достижения
| Сезон                          | 1997—1998 | 1998—1999 | 1999—2000 | 2000—2001 | 2001—2002 | 2002—2003 | 2003—2004 | 2004—2005 | 2005—2006 | 2006—2007 |
| ------------------------------ | --------- | --------- | --------- | --------- | --------- | --------- | --------- | --------- | --------- | --------- |
| Зимние Олимпийские игры        |           |           |           |           | —         |           |           |           | 13        |           |
| Чемпионаты мира                | 29        | 18        |           | 9         |           | 8         | 8         | 7         | 5         | 16        |
| Чемпионаты Четырёх континентов |           | 10        | 13        | 7         |           | 5         | 2         |           |           | 9         |
| Чемпионаты мира среди юниоров  | 11        |           |           |           |           |           |           |           |           |           |
| Чемпионаты Канады              | 2         | 2         | 2         | 1         | 2         | 1         | 1         | 2         | 2         | 3         |
| Финалы Гран-при                |           |           |           |           |           |           | 1         | 4         | 5         |           |
| Cup of Russia                  |           |           |           |           |           |           |           |           |           | 5         |
| Skate Canada International     |           |           |           |           | 5         | 2         | 4         | 1         | 1         |           |
| Cup of China                   |           |           |           |           |           |           | 5         |           | 1         | 3         |
| Trophee Eric Bompard           |           | 3         |           |           | 9         |           |           | 3         |           |           |
| Skate America                  |           |           |           | 4         |           | 6         |           |           |           |           |
| Sparkassen Cup                 |           |           | 8         | 6         |           |           |           |           |           |           |
| NHK Trophy                     |           | 6         |           |           |           |           |           |           |           |           |
| Nebelhorn Trophy               |           | 6         |           |           |           |           |           |           |           |           |

## Дискография
- «Purple Rain» (2006)
- «Burn Up The Floor» (2007)